# Wiesław Kozielewicz
Wiesław Kozielewicz (ur. 9 grudnia 1955 w Hrubieszowie) – polski prawnik, sędzia Sądu Najwyższego, w latach 2014–2019 zastępca przewodniczącego, a w latach 2019–2020 przewodniczący Państwowej Komisji Wyborczej, od 2022 prezes Sądu Najwyższego kierujący pracą Izby Odpowiedzialności Zawodowej.

## Życiorys
Syn Jana. Ukończył studia prawnicze na Uniwersytecie Marii Curie-Skłodowskiej w Lublinie. Orzekał w Sądzie Rejonowym w Hrubieszowie, Sądzie Wojewódzkim w Zamościu oraz Sądzie Apelacyjnym w Lublinie. Jest autorem kilkudziesięciu publikacji z zakresu prawa karnego, dyscyplinarnego oraz historyczno-prawnych. 
W 1999 został sędzią Sądu Najwyższego jako jeden z najmłodszych sędziów w historii. Przewodniczący IV Wydziału w Izbie Karnej SN. Od 2014 zastępca przewodniczącego Państwowej Komisji Wyborczej. Od 29 marca do 7 października 2019 pełnił obowiązki jej przewodniczącego po przekroczeniu wieku 70 lat przez dotychczasowego szefa Wojciecha Hermelińskiego. 7 października 2019 został wybrany na jej przewodniczącego, urzędowanie na tym stanowisku zakończył 11 lutego 2020. Od 13 lutego do 25 maja 2020 pełnił obowiązki Prezesa Sądu Najwyższego kierującego Izbą Karną. W sierpniu 2022 został natomiast tymczasowym przewodniczącym nowo powołanej Izby Odpowiedzialności Zawodowej SN. 27 października 2022 został powołany na prezesa tej izby.
Postanowieniem prezydenta Aleksandra Kwaśniewskiego z 18 maja 2000 został odznaczony Złotym Krzyżem Zasługi za zasługi w działalności na rzecz demokratyzacji praw wyborczego i przeprowadzanych wyborów.